# 須賀利治
須賀 利治（すか としはる、1957年 - ）は、日本の篤農家。農業生産法人豆太郎代表。MOA上里普及会会長。自然農法の先駆者。

## 人物
1957年、埼玉県児玉郡上里町の江戸時代から続く農家の9代目に生まれる。父（須賀一男）が1956年（昭和31年）より、自然農法を始める（有吉佐和子の長編小説『複合汚染』でも紹介されている）。1978年、東京農業大学を卒業後、就農。1993年、上里町自然農法研究会を設立。1996年、農業生産法人有限会社豆太郎（ヤマキ醸造グループ）を設立。2009年、四條司家「御料荘園 」があった神泉村で田植え式を実施。

## 映画
- 桜映画社『生きている土』[9]

## 関連書籍
- 島一春著『土にいのちと愛ありて』ISBN 978-4309005423（1988年12月）[10]

## 論文
- 『須賀一男さん（埼玉県）の場合 （無農薬農業の事例をたずねて-続-） 』築地文太郎[11]